# Villa Bonocore
Die Villa Bonocore ist ein Landhaus aus dem 18. Jahrhundert in San Giorgio a Cremano in der italienischen Region Kampanien. Es liegt im Gebiet der Miglio d’oro in der Via Alessandro Manzoni, 49 und erhielt ihren Namen nach der Familie Bonocore, die das Gebäude und das umgebende Landgut von der Familie Rano kaufte.

## Beschreibung
Das Gebäude zeigt sich als bäuerliches Landgut mit rechteckigem Grundriss und Mauern aus Tuffstein, das mit dem Anbau zweier Terrassen an den Enden in eine Freizeitvilla umgewandelt wurde.
Nach den Aufzeichnungen in der Landkarte des Duca di Noja von 1775 lag der ursprüngliche Eingang zum Landhaus an der Via Alveo San Michele, der Straße, die heute den unteren Teil von San Giorgio a Cremano mit dem oberen Teil verbindet und die daher auch „Straße, die nach Catini führt,“ genannt wird. Eine Exedra auf diese Straße hinaus beherbergte das Eingangsportal zum Landgut, anschließend an die Familienkapelle, die dem Erzengel Michael geweiht ist. Vom Eingang aus durchzog eine lange Allee das Landgut und führte zu einem großen Bauernhof, in dem sich die landwirtschaftlichen Aktivitäten abgespielt haben müssen.
Das Landhaus liegt unterhalb des Niveaus der Hauptstraße.

## Kapelle des Erzengels Michael
Die Kapelle ließen die Bonocores nach dem Erwerb des Landguts restaurieren, zusammen mit einem Gemälde, das Corriase zugeschrieben wird.
In der Kapelle ist ein Familienwappen der ‚‚Ranos‘‘ erhalten und sie hat einen Glockengiebel mit Spuren der Stuckverkleidung aus rotem Backsteinimitat.